# Opatovice I
Opatovice Přední är en ort i Tjeckien.   Den ligger i regionen Mellersta Böhmen, i den centrala delen av landet, 60 km öster om huvudstaden Prag. Opatovice Přední ligger 405 meter över havet och antalet invånare är 105.
Terrängen runt Opatovice Přední är lite kuperad. Runt Opatovice Přední är det ganska glesbefolkat, med 35 invånare per kvadratkilometer. Närmaste större samhälle är Kolín, 19,5 km norr om Opatovice Přední. Trakten runt Opatovice Přední består till största delen av jordbruksmark.